# 布萊斯峰
46°23′54″N 9°28′01″E / 46.39833°N 9.46694°E
布萊斯峰（義大利語：Piz Bles），是歐洲的山峰，位於意大利和瑞士接壤的邊境，屬於上哈爾布施泰因阿爾卑斯山脈的一部分，海拔高度3,045米，每年平均降雨量1,693毫米。